# Mercedes-AMG F1 W14 E Performance
El Mercedes-AMG F1 W14 E Performance fue un monoplaza de Fórmula 1 diseñado y construido por Mercedes para disputar la temporada 2023. Fue manejado por Lewis Hamilton y por George Russell.
El chasis fue presentado oficialmente en Silverstone el 15 de febrero de 2023.

## Resultados
(Clave) (negrita indica pole position) (cursiva indica vuelta rápida)

| Año     | Motor               | Neu. | N.º | Pilotos        | 1   | 2   | 3   | 4   | 5   | 6   | 7   | 8   | 9   | 10  | 11  | 12  | 13  | 14  | 15  | 16  | 17   | 18   | 19  | 20   | 21  | 22  | Puntos | Pos. |
| ------- | ------------------- | ---- | --- | -------------- | --- | --- | --- | --- | --- | --- | --- | --- | --- | --- | --- | --- | --- | --- | --- | --- | ---- | ---- | --- | ---- | --- | --- | ------ | ---- |
| 2023    | AMG F1 M14 V6 Turbo | P    |     |                | BHR | ARA | AUS | AZE | MIA | MON | ESP | CAN | AUT | GBR | HUN | BEL | NED | ITA | SIN | JPN | QAT  | USA  | MEX | SÃO  | LVG | ABU | 409    | 2.º  |
| 2023    | AMG F1 M14 V6 Turbo | P    | 44  | Lewis Hamilton | 5   | 5   | 2   | 67  | 6   | 4   | 2   | 3   | 8   | 3   | 4   | 47  | 6   | 6   | 3   | 5   | Ret5 | DSQ2 | 2   | 87   | 7   | 9   | 409    | 2.º  |
| 2023    | AMG F1 M14 V6 Turbo | P    | 63  | George Russell | 7   | 4   | Ret | 84  | 4   | 5   | 3   | Ret | 78  | 5   | 6   | 68  | 17† | 5   | 16† | 7   | 4    | 58   | 6   | Ret4 | 8   | 3   | 409    | 2.º  |
| Fuente: |                     |      |     |                |     |     |     |     |     |     |     |     |     |     |     |     |     |     |     |     |      |      |     |      |     |     |        |      |